# Neophyllis melacarpa
Neophyllis melacarpa är en lavart som först beskrevs av F. Wilson, och fick sitt nu gällande namn av F. Wilson. Neophyllis melacarpa ingår i släktet Neophyllis och familjen Sphaerophoraceae.   Inga underarter finns listade i Catalogue of Life.